# Bamir Topi
Bamir Topi (Tirana, 24 april 1957) is een Albanees politicus die president van Albanië was tussen 24 juli 2007 en 24 juli 2012.
Topi studeerde diergeneeskunde en moleculaire biologie in onder andere Italië. Vanaf het begin van de jaren 90 van de 20e eeuw was Topi tevens actief in de politiek en had vanaf 1996 zitting in het Albanees parlement. In juli 2007 werd hij, na drie stemmingsrondes, door het parlement van Albanië tot president gekozen in welke capaciteit hij Alfred Moisiu opvolgde.
In 1982 ontmoette hij Teuta Topi, met wie hij in 1983 in het huwelijk trad. Bamir en Teuta hebben twee dochters: Nada (geboren 1984) en Etida (geboren 1989).
- Gemeinsame Normdatei: 1190330210
- Library of Congress Control Number: n2021006924
- Virtual International Authority File: 989156317451302350001